# General-Anzeiger (Mannheim)
Der General-Anzeiger der Stadt Mannheim und Umgebung war eine Tageszeitung, welche zwischen 1886 und 1916 in Mannheim (Baden-Württemberg) und Umgebung erschien.

## Geschichte
Der General-Anzeiger erschien zunächst unter dem Namen Badische Volkszeitung, welche im Jahre 1884 von Dr. Hermann Julius Haas, ehemaliger Bürgermeister Weinheims, gegründet wurde. Der Namenswechsel zum General-Anzeiger erfolgte zwei Jahre später, im Februar 1886. Wiederum ein Jahr später, im März 1887, übernahm der General-Anzeiger das Mannheimer Journal und bezog dessen Druckerei im Katholischen Bürgerhospital in E 6, wodurch er zur ältesten Zeitung in Mannheim avancierte. Dabei folgte das Blatt stets einer nationalliberalen Stoßrichtung.

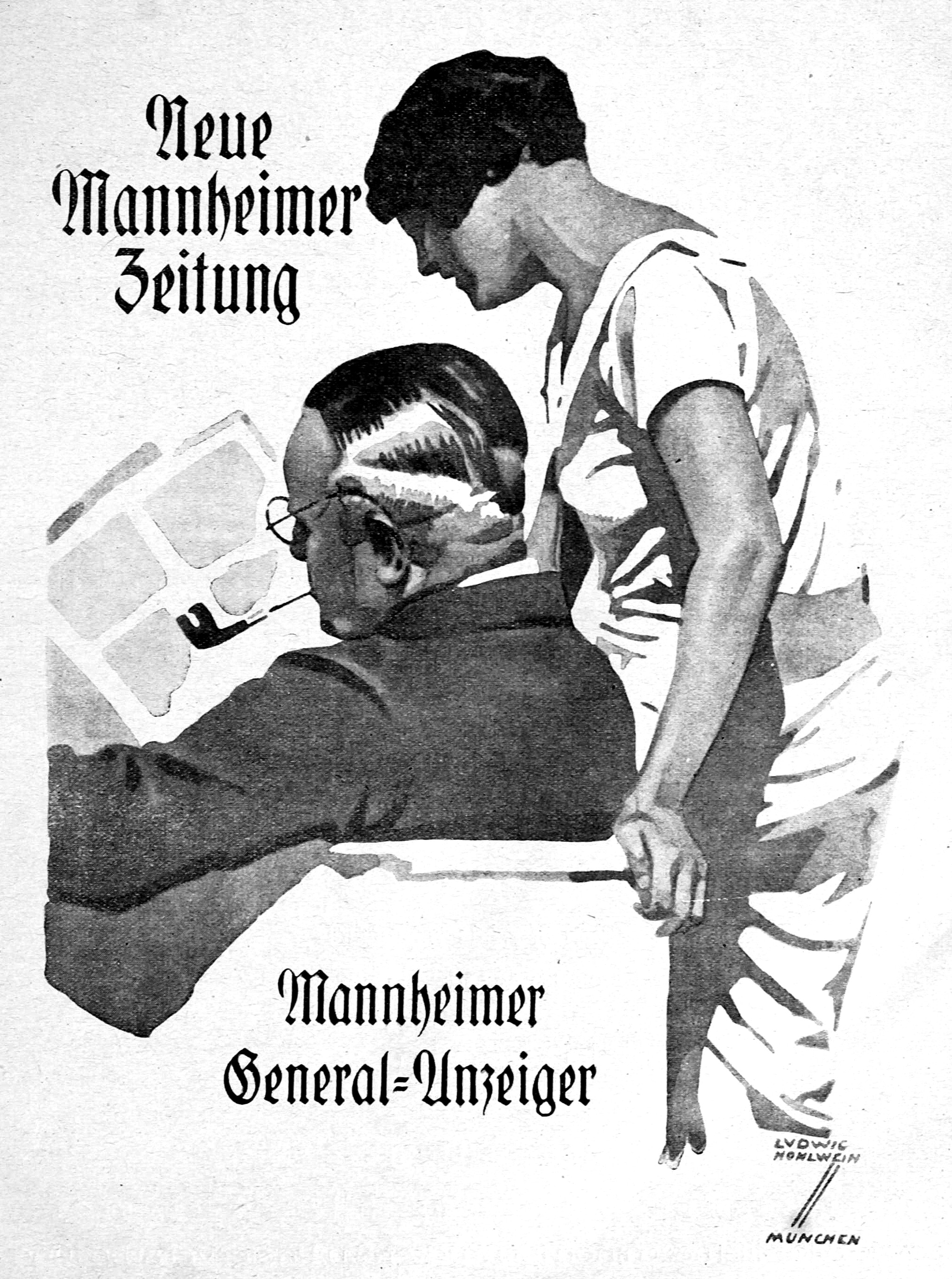
Namenswechsel 1924: Die ganzseitige Imagewerbung im Fachblatt Der Zeitungs-Verlag vom 2. Januar 1925 zeigt ein reiferes Paar bei der gemeinsamen Lektüre. Die Anzeige nennt die beiden Titel der Zeitung: Das Blatt hatte just 1924 den Namen gewechselt. General-Anzeiger war der alte Name, nun musste Neue Mannheimer Zeitung bekannt gemacht werden. Illustration von Ludwig Hohlwein.

Von 1916 bis 1924 firmierte der General-Anzeiger dann unter dem neuen Namen Mannheimer General-Anzeiger. 1924 wechselte der General-Anzeiger abermals seinen Namen zu Neue Mannheimer Zeitung, fünf Jahre später, am 19. Oktober 1929, erfolgte dann der Umzug. Neuer Sitz der Redaktion und der Druckerei war ab dann das Bassermann-Haus in R 1. 1939 übernahm die NMZ dann auch das Mannheimer Tageblatt.
Im Januar 1944 wurde die NMZ dann mit dem Hakenkreuzbanner, der Parteizeitung der NSDAP in Mannheim, zusammengelegt. Mit dem Ende des Krieges wurde das Bassermann-Haus zerstört und die NMZ fand damit ein Ende.
Die Nachfolge der Neuen Mannheimer Zeitung trat dann 1946 der Mannheimer Morgen mit dem Bezug des Gebäudes in R 1 an.